# Chad Omweg
Chad Omweg (* 10. März 1978) ist ein US-amerikanischer Skeletonsportler.
Chad Omweg gab im November 2000 sein internationales Debüt im Rahmen des Skeleton-America’s-Cup in Calgary, wo er in zwei aufeinander folgenden Rennen jeweils Elfter wurde. Bis Ende 2002 kam er international unregelmäßig in dieser Rennserie zum Einsatz. Bestes Resultat wurde ein fünfter Rang im Dezember 2001 in Lake Placid. Erstes Großereignis wurde die Skeleton-Nordamerikameisterschaft 2003 in Park City. Omweg zeigte hier seine beste Leistung in einem internationalen Rennen und gewann hinter Zach Lund und vor Nathan Cicoria die Silbermedaille. An selber Stelle schaffte er eine Woche später im America’s Cup hinter Brian McDonald einen weiteren zweiten Platz. 2003 folgten noch zwei Rennen im Skeleton-Europacup, 2004 noch einige Rennen auf nationaler Ebene. Danach beendete der US-Amerikaner zunächst seine Karriere. Zur Saison 2010/11 kehrte Omweg zurück zum Skeletonsport, konnte sich bei der nationalen Qualifikation jedoch nicht nennenswert in Szene setzen. Es folgten in der Saison nur zwei Einsätze, einer im America’s Cup mit einem neunten Platz in Park City und in Altenberg mit einem 19. Rang im Europacup.